# شتاینسدورف
شتاینسدورف (به آلمانی: Steinsdorf) یک منطقهٔ مسکونی در آلمان است که در وایدا واقع شده‌است. شتاینسدورف ۶۷۸ نفر جمعیت دارد.